# Se niente importa
Se niente importa. Perché mangiamo gli animali? (Eating Animals) è un saggio dello scrittore statunitense Jonathan Safran Foer, pubblicato nel 2009.

## Contenuti
Il saggio riporta i dati raccolti dall'autore, nel corso di circa tre anni, sugli allevamenti intensivi, e il percorso e le riflessioni che lo hanno condotto a diventare strettamente vegetariano dopo la nascita del suo primo figlio.
Il titolo italiano trae spunto da un dialogo fra l'autore e sua nonna, ebrea sopravvissuta all'Olocausto: 
Foer all'interno del saggio descrive, attraverso le proprie testimonianze, delle brutali condizioni in cui sono costretti a vivere gli animali da allevamento intensivo, il che ha contribuito alla sua scelta di abbracciare il vegetarianismo.
In definitiva, Se niente importa discute sull'etica del cibo, e spiega che le nostre scelte alimentari riflettono direttamente i valori etici in cui crediamo perché, secondo Foer, ogni scelta alimentare che un individuo fa è di conseguenza una scelta etica che ha un profondo impatto sia sugli animali umani che su quelli non umani.

## Edizioni
- Jonathan Safran Foer, Se niente importa. Perché mangiamo gli animali?, traduzione di Irene Abigail Piccinini, 3ª ed., Guanda, 2010, ISBN 8860881323.

## Accoglienza
Già nel periodo immediatamente seguente la sua pubblicazione, il libro è divenuto un best-seller, tanto da essere definito il "best seller del New York Times", dove era stato pubblicato in anteprima.

### Critica
Se niente importa ha ricevuto recensioni molto contrastanti da parte della critica letteraria: infatti, se da una parte alcuni giornali, come il Los Angeles Times e il New Yorker, hanno elogiato sia lo stile di scrittura  di Foer e le conclusioni a cui quest'ultimo giunge, altri, come il New York Magazine, hanno criticato il saggio, definendolo addirittura "irritante" da leggere.

## Adattamento cinematografico
Inoltre, nel 2018 il libro è divenuto anche un documentario, col medesimo titolo dell'opera Eating Animals, diretto da Christopher Dillon Quinn e narrato da Natalie Portman e dallo stesso Foer.
Il film è stato presentato in anteprima al Telluride Film Festival, per poi uscire nelle sale cinematografiche statunitensi il 15 giugno 2018. Inoltre, il documentario è stato ampiamente elogiato dalla critica per la sua crudezza e la sua trasposizione così fedele dal saggio.

## Nella cultura di massa
Sulla quarta di copertina del libro J. M. Coetzee ha scritto «gli orrori quotidiani dell'allevamento intensivo sono raccontati in modo così vivido… che chiunque, dopo aver letto il libro di Foer, continuasse a consumare i prodotti industriali dovrebbe essere senza cuore o senza raziocinio».
Il saggio di Foer ha ispirato il passaggio al veganismo di alcune celebrità come le attrici Natalie Portman, Mayim Bialik o Evanna Lynch.